# Арад Бенкьо
Арад Бенкьо (нім. Arad Benkö, 1970) — австрійський дипломат. Надзвичайний і Повноважний Посол Австрії в Латвії (2015—2016), Грузії (2016—2020). Надзвичайний і Повноважний Посол Австрії в Україні (2022-2025).

## Життєпис
Народився у 1970 році. У 1999 році отримав докторський ступінь у Віденському університеті; Навчався у 1991—1992 рр. в Королівському коледжі Лондона та у 1996—1997 рр. в аспірантурі Європейського коледжу в Брюгге.
У березні 1998 року розпочав кар'єру в Міністерстві закордонних справ Австрії, а в 1999 році став аташе посольства Австрії в Бонні (Німеччина). З 2000 по 2001 рік він виконував обов'язки політичного радника Спеціального посланника ООН у Приштині в Місії адміністрації ООН у Косово (МООНК). З 2002 по 2005 рік Бенко обіймав посаду заступника посла в посольстві Австрії в Бухаресті (Румунія), після чого взяв на себе координацію Комітету з питань політики та безпеки при посольстві Австрії в Брюсселі. З 2006 по 2009 рік він був директором Тель-Авівського культурного форуму та прес-секретарем посольства в Ізраїлі. Потім працював заступником керівника відділу координації ЄС у Федеральному міністерстві закордонних справ і європейської інтеграції Австрії у Відні.
У 2015—2016 рр. — був останнім Надзвичайним та Повноважним Послом Австрії в Латвії, під його керівництвом посольство було закрито.
У 2016—2020 рр. — був Надзвичайним та Повноважним Послом Австрії в Грузії.
У 2022—2023 рр. — Тимчасовий повірений у справах Австрії в Україні.
20 січня 2023 року — вручив вірчі грамоти Президенту України Володимиру Зеленському